# Detlef Kraus
Pour les articles homonymes, voir Kraus.
Detlef Kraus (30 novembre 1919, Hambourg - 7 janvier 2008, idem) est un pianiste allemand. Il est connu internationalement comme interprète de Johannes Brahms.
Kraus donne son premier concert à l'âge de 16 ans où il interprète Le Clavier Bien Tempéré de Johann Sebastian Bach. Puis il tombe en emphase avec Brahms et joue avec de grands chefs d'orchestre tels Ferenc Fricsay, Rafael Frühbeck de Burgos, Eugen Jochum, Hans Knappertsbusch, Joseph Keilberth, Kurt Masur, Wolfgang Sawallisch ou Hans Schmidt-Isserstedt, jouant à New York, Tokyo, Londres et Berlin.
En 1982, il devient président, plus tard honoraire de la Johannes-Brahms-Gesellschaft de Hambourg. Il enseigne le piano au Konservatorium Osnabruck et à la Folkwanghochschule à Essen. Kraus publie de nombreux articles sur Brahms.
Il meurt à 88 ans d'une défaillance cardiaque.

## Prix
- Prix Brahms de la ville de Hambourg (1975)
- Prix Brahms de la Société de Brahms du Schleswig-Holstein (1997)